# 道麿
道麿（みちまる、生没年不詳）とは、江戸時代の浮世絵師。

## 来歴
喜多川歌麿の門人、道麿と称す。作画期は天明の頃とされ、天明7年（1787年）刊行の黄表紙『書集芥の川々』（唐来参和作）の挿絵を描いている。